# 22. julij
22. julij je 203. dan leta (204. v prestopnih letih) v gregorijanskem koledarju. Ostaja še 162 dni.

## Dogodki
- 1280 – z ljubljanskim mestnim pečatom je potrjena prva listina
- 1298 – angleški kralj Edvard I. pri Falkirku premaga Škote pod vodstvom Williama Wallaca
- 1587 – druga skupina angleških naseljencev prispe na otok Roanoka
- 1793 – Alexander Mackenzie kot prvi Evropejec prečka sever Mehike in doseže Tihi ocean
- 1796 – mesto v Ohiu ob južni obali jezera Erie dobi ime Cleveland
- 1812 – v bitki pri Salamanci Britanci premagajo Francoze
- 1894 – prirejena je prva avtomobilistična dirka v zgodovini, na relaciji med Parizom in Rouenom v Franciji
- 1916 – eksplozija bombe v San Franciscu ubije 10 ljudi
- 1933 – Wiley Post konča prvi samostojni polet okoli sveta
- 1937 – ameriški Senat zavrne Rooseveltov predlog, naj vrhovno sodišče dobi več pravic
- 1940 – Novi Hebridi se priključijo Svobodni Franciji
- 1941 – dan vstaje naroda Slovenije - v Tacnu so izstreljeni prvi streli proti italijanskemu sodelavcu
- 1942:
  - začetek sistematičnih deportacij Judov iz Varšavskega geta
  - Wehrmacht prodre do reke Don pri mestu Cimlanskija
- 1944 – v Breton Woodsu predstavniki 44 vlad sprejmejo dogovor o ustanovitvi Mednarodne banke za obnovo in razvoj in Mednarodnega denarnega sklada
- 1946 – bomba v jeruzalemskem hotelu Kralj David (sedež britanske uprave) ubije 80 ljudi
- 1962 – zaradi nepravilnosti v letenju se odločijo uničiti sondo Mariner 1
- 1972 – Venera 8 pošlje prve posnetke s površja Venere
- 1977 – Deng Šjaoping znova pride na oblast na Kitajskem
- 1981 – Mehmet Ali Ağca zaradi poskusa atentata na papeža Janeza Pavla II. obsojen na dosmrtno ječo (pomiloščen 2010)
- 1986- Združeno kraljestvo kot zadnja država odpravi tepež v šolah
- 1991 – v Milwaukeejskem stanovanju množičnega morilca Jeffreyja Dahmerja odkrijejo 11 trupel
- 1992 – kokainski baron Pablo Escobar zaradi možne izročitve ZDA pobegne iz zapora v Medellínu
- 2003 – v napadu na skrivališče sta ubita Sadamova sinova Udaj in Kusaj Husein
- 2011 – v bombnem in strelnem napadu v Oslu in na otoku Utøya nacionalistični skrajnež Anders Behring Breivik ubije 76 ljudi.

## Rojstva
- 1210 – Ivana Angleška, škotska kraljica († 1238)
- 1515 – Filip Neri, italijanski duhovnik, mistik in ustanovitelj kongregacije oratorijancev († 1595)
- 1519 – Inocenc IX., papež italijanskega rodu († 1591)
- 1596 – Mihail Fjodorovič Romanov, ruski car († 1645)
- 1708 – Pierre Lyonnet, nizozemski naravoslovec, graver († 1789)
- 1755 – Gaspard de Prony, francoski matematik, inženir († 1839)
- 1784 – Friedrich Wilhelm Bessel, nemški astronom, matematik († 1846)
- 1822[1] - Gregor Johann Mendel, avstrijski menih, genetik († 1884)
- 1849 – Emma Lazarus, ameriška pesnica († 1887)
- 1855 – Avgust Žabkar, slovenski industrialec in mecen  † 1930
- 1878 – Lucien Paul Victor Febvre, francoski zgodovinar († 1956)
- 1882 – Edward Hopper, ameriški slikar († 1967)
- 1887 – Gustav Ludwig Hertz, nemški fizik, nobelovec 1925 († 1975)
- 1888 – Selman Abraham Waksman, ameriški mikrobiolog ukrajinskega rodu, nobelovec 1952 († 1973)
- 1892 – 
  - Hajle Selasije I., etiopski neguš († 1975)
  - Arthur Seyß-Inquart, avstrijski nacistični politik, kancler († 1946)
- 1898 – 
  - Stephen Vincent Benét, ameriški pisatelj, pesnik († 1943)
  - Alexander Calder, ameriški kipar († 1976)
- 1899 – Sobuza II., esvatinijski kralj († 1982)
- 1916 – Marcel Cerdan, francoski boksar († 1949)
- 1923 – Bob Dole, ameriški politik
- 1947 – Don Henley, ameriški rock pevec, bobnar
- 1949 – Alan Menken, ameriški skladatelj
- 1954 – Al Di Meola, ameriški kitarist
- 1958 – Barbara Habič, slovenska mladinska pisateljica
- 1992 – Selena Gomez, ameriška pevka
- 2013 – Princ George Cambriški, britanski prestolonaslednik

## Smrti
- 716 – Kapagan kagan, kagan  Drugega turškega kaganata (* 664)
- 1253 – Albert III., grof Tirolske (* 1180)
- 1258 – Majnhard III., goriški in tirolski (I.) grof (* 1194)
- 1274 – Henrik I., navarski kralj, grof Šampanje in Brieja (III.) (* 1244)
- 1281 – Janez I. Ennsthalski, krški škof
- 1279 – Filip Spanheimski, salzburški nadškof, oglejski patriarh, nominalni koroški vojvoda
- 1322 – Ludvik I., grof Neversa (* 1272)
- 1329 – Kangrande I. della Scala, vladar Verone (* 1291)
- 1540 – Ivan Zapolja, transilvanski vojvoda in knez, od leta 1528 do 1540 tudi kralj dela Ogrske (* 1487)
- 1645 – Gaspar de Guzman, španski uradnik (* 1587)
- 1676 –  Klemen X., papež (* 1590)
- 1826 – Giuseppe Piazzi, italijanski astronom, menih (* 1746)
- 1832 – Napoleon II., francoski vojvoda (* 1811)
- 1870 – Josef Strauß, avstrijski skladatelj (* 1827)
- 1903 – Cassius Marcellus Clay, ameriški abolicionist (* 1810)
- 1908 – sir Randal Cremer, angleški mizar, politik, pacifist, nobelovec 1903 (* 1828)
- 1909 – Friedrich Adolf Axel Freiherr - Detlev von Liliencron, nemški pesnik (* 1844)
- 1922 – Džokiči Takamine, japonski kemik (* 1854)
- 1932 – Errico Malatesta, italijanski anarhist, agitator (* 1853)
- 1934 – John Dillinger, ameriški bančni ropar (* 1903)
- 1950 – William Lyon Mackenzie King, kanadski predsednik vlade (* 1874)
- 1956 – Metod Peternelj, slovenski učitelj in zborovodja (* 1888)
- 1958 – Mihail Mihajlovič Zoščenko, ruski pisatelj (* 1895)
- 1967 – Carl Sandburg, ameriški pesnik, pisatelj, novinar, zgodovinar (* 1878)
- 1968 – Giovanni Guareschi, italijanski novinar, pisatelj (* 1908)
- 1979 – Reuben Leon Kahn, ameriški imunolog (* 1887)
- 1990 – Manuel Puig, argentinski pisatelj (* 1932)
- 2013 – Dennis Farina, nekdanji policist ter ameriški filmski in televizijski igralec (* 1944)

## Prazniki in obredi
- Svazi – rojstni dan nekdanjega kralja Sobhuze II.
- Socialistična republika Slovenija - dan vstaje slovenskega naroda
- Dan približka števila pi (22⁄7; glej tudi 14. marec)